# Toledo Rockets football
La squadra di football dei Toledo Rockets rappresenta la University of Toledo. I Rockets competono nella Football Bowl Subdivision (FBS) della National Collegiate Athletics Association (NCAA) e nella West Division della Mid-American Conference. La squadra è allenata da Jason Candle. Gioca le sue gare interne al Glass Bowl di Toledo, Ohio e la sua rivalità principale è con i Bowling Green Falcons.

## Numeri ritirati
| N. | Giocatore    | Ruolo | Carriera  |
| -- | ------------ | ----- | --------- |
| 16 | Chuck Ealey  | QB    | 1969–1971 |
| 18 | Gene Swick   | QB    | 1972–1975 |
| 82 | Mel Triplett | RB    | 1951–1954 |
| 77 | Mel Long     | DT    | 1969–1971 |